# Hochstein-Tunnel
Der Hochstein-Tunnel war ein von 1871 bis 1970 bestehender Eisenbahntunnel auf der Trasse der Alsenztalbahn zwischen den Bahnhöfen Winnweiler und Imsweiler. Er war der kürzeste im Verlauf der Strecke und zugleich einer der kürzesten im Netz der Deutschen Bundesbahn. 1970 wurde er geschlitzt.

## Geografische Lage
Der Tunnel befand sich auf der Gemarkung der Ortsgemeinde Winnweiler. In unmittelbarer Nähe befindet sich der zum Ortsteil Hochstein gehörende Wohnplatz Eisenschmelz. Unweit des früheren Tunnels überquert die Bahnstrecke die Alsenz.

## Bezeichnung
Bei Eröffnung der Strecke trug der Tunnel die Bezeichnung „Kupferschmelztunnel“. 1963 kam es zu einem Tausch der Bezeichnungen mit dem „Hochstein-Tunnel“. Die Begründung lautete, dass dies „der Örtlichkeit entspreche“. Außerdem soll die Bezeichnung Eisenschmelz-Tunnel verwendet worden sein.

## Geschichte
Um 1860 gab es erste Bestrebungen, entlang der Alsenz eine Bahnstrecke zu errichten. Diese sollte in Kombination mit der Maximiliansbahn und dem Ludwigsbahn-Abschnitt unmittelbar westlich von Neustadt als Transitstrecke in Nord-Süd-Richtung dienen. Nachdem der Abschnitt Hochspeyer–Winnweiler bereits 1870 eröffnet worden war, folgte ein halbes Jahr später der Lückenschluss bis nach Münster. Entlang der Strecke war der Tunnel der kürzeste. 1970 wurde er geschlitzt.